# Physostomen
Physostomen is een groep van beenvisachtigen waarbij de zwemblaas ook in het volwassen stadium nog met de slokdarm is verbonden via de ductus pneumaticus. Dit in tegenstelling tot de physoclisten. De zwemblaas wordt met lucht gevuld door lucht op te slokken.
Tot de physostomen behoren bijvoorbeeld de snoek, zalmen, coregonen en karperachtigen. Sommige physostomen zijn luchtademende vissen en kunnen hun zwemblaas als een soort long gebruiken, wat ook de oorspronkelijke functie was.